# Mehdī Postī
Mehdī Postī (persiska: مهدی پستی) är en ort i Iran.   Den ligger i provinsen Ardabil, i den nordvästra delen av landet, 400 km nordväst om huvudstaden Teheran. Mehdī Postī ligger 1 323 meter över havet och antalet invånare är 172.
Terrängen runt Mehdī Postī är varierad. Runt Mehdī Postī är det ganska tätbefolkat, med 139 invånare per kvadratkilometer. Närmaste större samhälle är Namīn, 13,8 km nordväst om Mehdī Postī. Trakten runt Mehdī Postī består till största delen av jordbruksmark.